# Savebrücke über die Ada Ciganlija
Die Savebrücke über die Ada Ciganlija (serbisch Мост преко Аде Циганлије Most preko Ade Ciganlije) ist eine kombinierte Straßen-Eisenbahnbrücke über den Fluss Save in Belgrad. Sie verbindet die Gemeinden Novi Beograd und Čukarica.

## Lage
Die Brücke ist ein Bestandteil des Inneren Magistralen Halbrings, der von Novi Belgrad nach Pančevo führt. Die Brücke befindet sich südlich der Neuen Eisenbahnbrücke. Sie ist eine Schrägseilbrücke mit einem 200 m hohen Pylon errichtet. Sie hat sechs Fahrstreifen sowie Fußgängerwege und wird zwei Eisenbahngleise einer noch zu bauenden Metrolinie tragen. Die Brücke steht mit ihrem Pylon auf der äußersten Nordspitze der Ada Ciganlija und überspannt insgesamt drei Wasserarme (Savehafen, Save und Savealtwasser an der Ada Ciganlija).

## Technische Daten

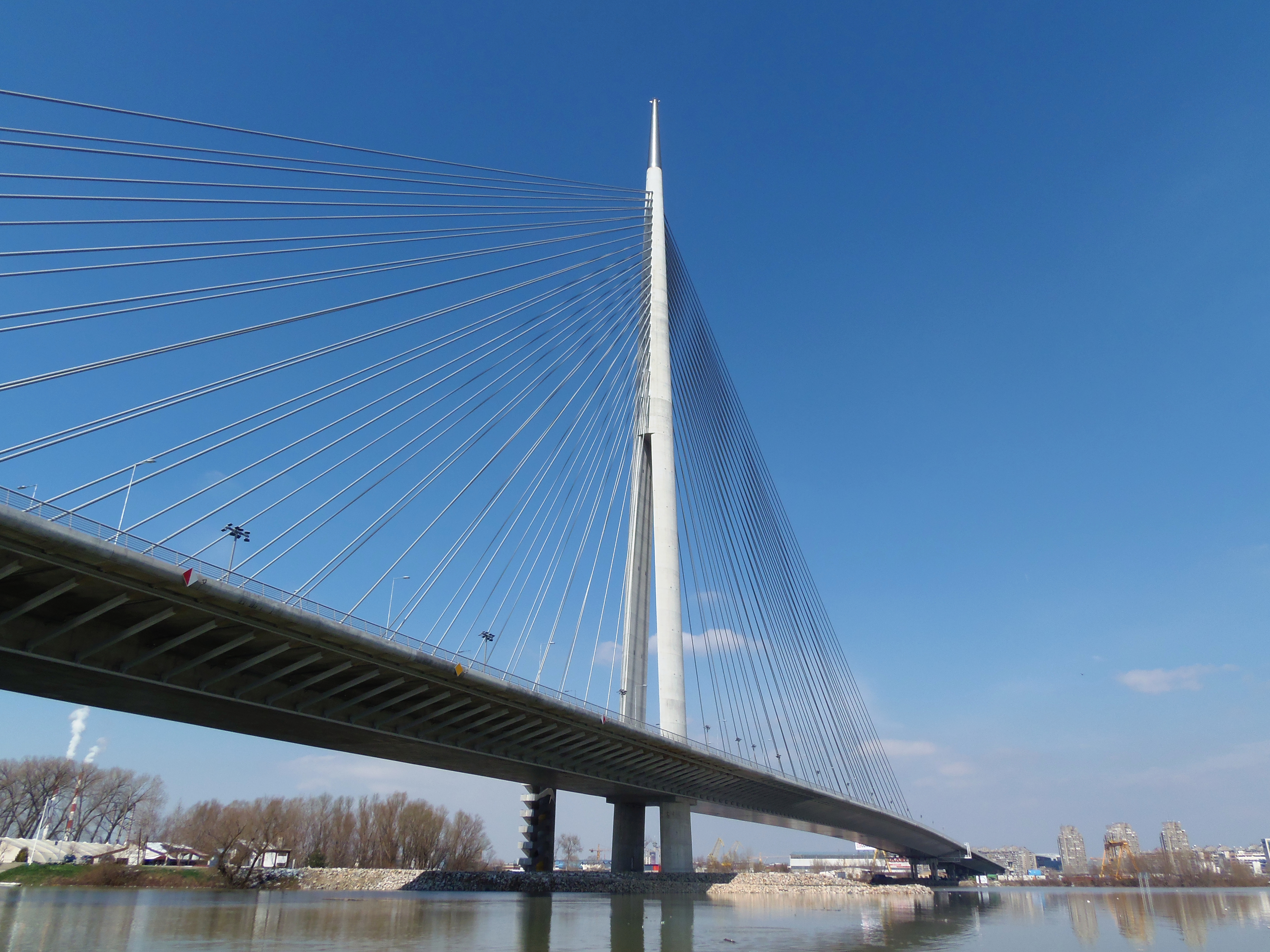
Hauptteil der Brücke über die Save mit Pylon

Die architektonische Idee der Save-Brücke stammt aus der Feder des slowenischen Unternehmens Ponting, das 2004 in einer öffentlichen Ausschreibung den ersten Preis unter elf eingereichten Entwürfen gewann. Die einstimmige Wahl des Siegers erfolgte durch Nikola Hajdin, Präsident der Serbischen Akademie der Wissenschaften und Künste und Projektant der Neuen Belgrader Eisenbahnbrücke. Die Brücke hat nach der Überbrückung der Save am 8. August 2011 eine Länge von 964 m und eine Breite von 45 m. Die größte Stützweite beträgt 376 m. Der Brückenüberbau besteht in der Hauptöffnung aus einem stählernen Hohlkastenquerschnitt, in den restlichen Feldern aus Spannbetonhohlkästen.

## Bau

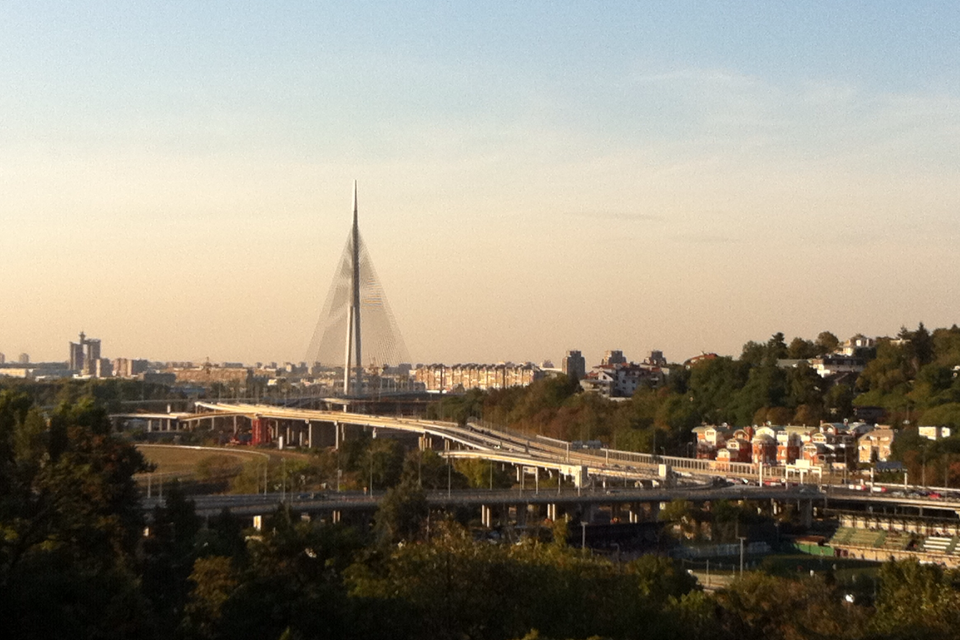
Gesamtansicht der Brücke

Der Vertrag mit dem Baukonsortium, bestehend aus Porr, SCT und DSD, wurde am 17. März 2008 unterschrieben, die Bauarbeiten wurden am 1. Dezember 2008 von Dragan Đilas eröffnet. Die veranschlagten Kosten werden mit rund 119 Mio. Euro beziffert. Ein erster Kredit der Europäischen Investitionsbank in Höhe von 70 Mio. Euro von geplanten 160 Mio. Euro wurde am 18. Dezember 2009 für den Bau der Zubringerstraßen genehmigt. Nachdem die Brücke an einem Wochenende im August 2011 vorübergehend zur Besichtigung freigegeben worden war, wurde sie in der Neujahrsnacht 2012 feierlich eröffnet.

## Kritik
Die Brücke ist seit der Wahl des teuersten unter den elf eingereichten Entwürfen der Ausschreibung insbesondere von fachlicher Seite großer Kritik ausgesetzt. Die Architekten Ksenija Petovar, Mihailo Maletin, Slobodan Vukićević und Branislav Jovin haben die Grundsatzentscheidung, den Automobilverkehr durch die Stadt zu führen, als verfehlte Entscheidung heftig angegriffen. Da mit den Kosten des gesamten Magistralhalbrings auch eine U-Bahn eingerichtet werden könnte und alleine für die bezifferten 119 Mio. Euro, die nur für die Brücke ohne deren Zubringer nötig sind, drei einfachere Brücken gebaut werden könnten, wurde die Stadtverwaltung jüngst auch wegen der postulierten Geldverschwendung kritisiert.